# Ensayo en ocho partes
El ensayo en ocho partes (en chino, 八股文; pinyin, bāguwén) era un estilo de ensayo que tenía que ser dominado por los candidatos a mandarín para aprobar los exámenes durante la dinastías Ming y Qing. Recibe esta apelación porque estaba dividido en ocho secciones.

## Estructura y contenido
El ensayo en ocho estaba formulado sobre un tema, a menudo una cita de la literatura clásica china que el candidato debía emplear para construir su ensayo. La estructura era rígida y compacta, y servía para demostrar, entre otras cosas, los conocimientos de los examinandos sobre los Cuatro Libros y los Cinco Clásicos, y su habilidad para insertar alusiones clásicas y frases hechas en el lugar más apropiado. La estructura del ensayo incluía paralelismos y redundancias, figuras retóricas que se mantienen en la escritura china moderna.
Las ocho partes son las siguientes:
1. Apertura (破題, Pòtí): Dos frases en prosa cuya función es esbozar el tema, y demostrar los conocimientos del autor sobre el tema y sus fuentes.[3] Cuando la apertura no hacía referencia al tema, esto se denominaba màtí (regañar al título).[4]
2. Amplificación (承題, Chéngtí): Cinco (o tres o cuatro) frases en prosa elaborando el tema sin revelar el contenido de las partes siguientes.[5][3] Era frecuente emplear la última frase para describir la motivación del autor de la cita que daba lugar al tema.[5]
3. Exposición preliminar (起講, Qǐjiǎng): Parte en prosa donde comienza formalmente el ensayo.[4][5] Se empleaba para dar forma al tema y a la tesis del ensayo.[5][3]
4. Argumento inicial (起股, Qǐgǔ): Un número específico de pares de frases (4, 5, 8 o 9) escritos en paralelo, desarrollando el argumento inicial. Las frases paralelas tratan el tema y transmiten el mismo significado con similar estructura y distintas palabras.[4]
5. Argumento central (中股, Xùgǔ): Parte en la que se exponen los puntos centrales del ensayo de forma libre. No había límite ni de frases ni de palabras, y las frases no tenían que estar escritas en paralelo.[4]
6. Argumento posterior (後股, Zhōnggǔ): Frases escritas en paralelo sin límite en número. Aquí se discuten los puntos no mencionados en la sección anterior; o también, el escritor puede continuar desarrollando las ideas del argumento central. Tiene que escribirse en un tono serio y realista. Era la parte más importante del ensayo.[4][6]
7. Argumento final (束股, Hòugǔ): Grupos de frases paralelas, cada una consistente en dos o tres líneas, o incluso cuatro o cinco. Aquí, se vuelve a tratar el tema principal y se cierran los cabos sueltos.[4]
8. Conclusión (大結, Dàjié): Escritura prosaica donde se permite la creatividad y expresiones libres. Aquí se realizan las anotaciones concluyentes.[4]

Además de las reglas que rigen el número de frases de cada sección particular, también había un límite estricto respecto al número total de palabras en el ensayo. Algunas palabras, ofensivas o no, que ayudaban a revelar la identidad del candidato o su estatus también estaban prohibidas.
Las palabras, fraseología o referencias a sucesos posteriores a la muerte de Mencio en 298 a. C. no estaban permitidas, puesto que se suponía que el ensayo debía explicar una cita de los clásicos confucianos; y Confucio y sus discípulos no podrían haberse referido a sucesos que ocurrieron tras sus muertes.

### Ejemplo

#### Wang Ao
La siguiente es una traducción de un ensayo original de ocho partes escrito por Wang Ao (1450-1524), considerado un maestro de la forma. El ensayo concierne la legitimidad de los gobernantes para aumentar impuestos, y la relación entre los recursos del estado y la riqueza del pueblo. Con base en una cita de You Ruo, uno de los discípulos de Confucio, Wang Ao defiende que aumentar los impuestos es innecesario en tanto en cuanto el pueblo sea próspero, pues el gobierno siempre puede recurrir al pueblo en caso de necesitar recursos, y sugiere de forma oblicua que el aumento de impuestos estará motivado más por la extravagancia del gobernante que por una necesidad legítima de aumentar los recursos del estado.    
Tema del ensayo
"Si el pueblo goza de suficiencia ¿cómo podría el gobernante sufrir de insuficiencia?"

###### 1. Pòtí
Cuando el pueblo es rico, el gobernante será naturalmente rico.

###### 2. Chéngtí
Esto es así porque la riqueza del gobernante la alberga el pueblo. Si el pueblo ya es rico, ¿cómo puede ser razonable que sólo el gobernante sea pobre?

###### 3. Qǐjiǎng
You Ruo habló con profundidad sobre la idea de la unidad entre el gobernante y el pueblo en su consejo al Duque Ai. La implicación era que la propuesta del Duque de aumentar los impuestos se debía a la insuficiencia de sus ingresos para sostener los gastos del estado; para asegurar la suficiencia de los gastos del estado, entonces, ¿qué podía tener prioridad sobre las medidas para asegurar la suficiencia de su pueblo?

###### 4. Qǐgǔ
Si, efectivamente,
las tierras de cultivo fueron gravadas con un diezmo por el sincero deseo de ser ahorrativo con los gastos y de ser considerado al demostrar su amor al pueblo, el impuesto de una décima parte de los productos agrícolas se recaudó sin ninguna intención de explotar al pueblo y satisfacer la extravagancia de la persona del propio gobernante;
Entonces,
los esfuerzos del pueblo no se verían gravados con impuestos excesivos, la acumulación de la propiedad del pueblo no se agotaría con exigencias indebidas;
en los hogares comunes habría suficiente ahorro y acumulación, dejando poca preocupación por el cuidado de los padres y la crianza de los jóvenes,

y en las granjas ordinarias habría abundante grano y mijo, alejando las preocupaciones de cuidar a los vivos y de honrar a los muertos.

###### 5. Xùgǔ
Si el pueblo disfruta de suficiencia, ¿por qué razón concebible debería el gobernante ser el único que se mantenga en la pobreza?

###### 6. Zhōnggǔ
Sé que:
lo que se alberga en los hogares comunes estaría a disposición del gobernante, sin que se acumule en la tesorería para que el gobernante pueda decir: "Esta es mi riqueza";
lo que se albergan en las granjas y en los campos estaría todo a disposición del gobernante, sin que se acumulara en las cámaras del tesoro para que el gobernante pudiera afirmar: "Estas son mis posesiones".
Con una disponibilidad inagotable, ¿qué preocupación hay para no responder a la demanda?

Con una disponibilidad inagotable, ¿qué preocupación hay para la falta de preparación en caso de emergencia?
7. Hòugǔ:
Los animales de sacrificio y los cereales rituales se hallarán en abundancia para ser utilizados en las ofrendas religiosas; y los jades y las sedas serán abundantes para ser utilizados como tributos y regalos diplomáticos. Incluso si estos fueran insuficientes, el pueblo naturalmente los suministrará en su totalidad ¿Dónde habrá escasez?

La comida y los manjares, las carnes y las bebidas serán abundantes para el entretenimiento de los invitados del Estado; los carruajes y los caballos, las armas y el equipo serán suficientes para la preparación de las guerras y la defensa del estado. Incluso si estos fueran insuficientes, el pueblo se encargará de las necesidades ¿En qué casos habrá insuficiencia?
8. Dàjié
El diezmo fue originalmente establecido por el bien del pueblo, pero en este mismo uso radica la suficiencia del gasto nacional. ¿Dónde está entonces la necesidad de aumentar los impuestos para aumentar la riqueza nacional?

## Historia
El ensayo en ocho partes fue inventado por el reformador de la dinastía Song Wang Anshi. 
Sin embargo, no está claro cuándo exactamente este formato se convirtió en el modelo oficial de examen civil. Un modelo de ensayo expedido por el emperador Taizu de la dinastía Ming en 1370 es mucho menos rígido y preciso de lo que llegaron a ser los ensayos en ocho partes. Especifica solamente los temas que entraban en el examen y la longitud mínima de los ensayos. Según Gu Yanwu, el formato del ensayo se normalizó durante el siglo XV. El término "ensayo en ocho partes" apareció por primera vez en el periodo 1465-1487 y se exigió por primera vez en los exámenes del periodo 1487-1496.
Dado que dominar el formato era un requerimiento para aprobar los exámenes, imprentas comerciales de la dinastía Ming comenzaron a imprimir ensayos aprobados y guías para los aspirantes. El primero de estos documentos apareció en el siglo XVI de forma furtiva. Sin embargo, la práctica se ganó la aprobación oficial en 1587, cuando el gobierno sugirió que los mejores papeles del siglo pasado debían ser impresos a modo de ejemplo.

## Puntos de vista sobre el formato
El ensayo en ocho partes fue elogiado por algunos y se mantuvo como parte integral de los exámenes. Esto queda reflejado en un intento de abolirlo durante la dinastía Qing. El gobierno del momento consideró que Wang Anshi era un mal oficial, por lo que, considerando inválido su examen, se intentó eliminar el modelo en 1663. Sin embargo, el peso de la tradición hacía imposible tal cambio. Los candidatos en los exámenes se habían entrenado en ese formato y abolirlo habría amenazado sus estilos de vida. Los examinadores podían puntuar los papeles de forma uniforme. Los partidarios de este formato también argüían que sólo los verdaderamente habilidosos podrían escribir un ensayo en ocho de gran calidad, así que el formato ayudaba a encontrar el talento. Por estas razones, el pretendido cambio no duró y el formato se reintrodujo en 1668. Yuan Hongdao (1568-1610) elogiaba el formato efusivamente: "Su estilo no tiene precedentes; su dicción alcanza los límites de un escritor con talento; su tono cambia con el paso de los años y los meses. Todo escritor es capaz de demostrar su talento único con diversas técnicas". Posteriormente declaró que "la variedad y viveza del ensayo en ocho partes son cien veces mayor que las de la poesía".
En contraste, el formato en ocho es "generalmente considerado como pedante y trillado por los estudiosos modernos", y tuvo sus críticos durante su época de apogeo. En el siglo XVII, se acusó a la adopción del formato por el declive de la poesía y la prosa clásicas durante la dinastía Ming. El crítico Wu Qiao escribió que "la gente se agotaba a sí misma con el ensayo en ocho partes, y la poesía sólo se componía con la energía que les quedaba". El teórico político y filósofo Huang Zongxi escribió en la misma época palabras similares. Su uso se ha criticado por ser la razón de que muchos examinandos aprobados se encontrasen poco preparados para los requerimientos más prácticos de sus posiciones de gobierno. En su biografía inacabada, Chen Duxiu, el cofundador del Partido Comunista Chino, afirmó que el formato no tenía vida.